# Ebomegobius goodi
Az Ebomegobius goodi a csontos halak (Osteichthyes) főosztályának a sugarasúszójú halak (Actinopterygii) osztályába, ezen belül a sügéralakúak (Perciformes) rendjébe, a gébfélék (Gobiidae) családjába és a Gobiinae alcsaládjába tartozó faj.
Nemének egyetlen faja.

## Előfordulása
Az Ebomegobius goodi Kamerun endemikus hala. Csak a Kribi nevű város melletti Ebome patakban található meg.

## Megjelenése
Ez a gébféle legfeljebb 3,5 centiméter hosszú.

## Életmódja
Trópusi és brakkvízi hal, amely a fenék közelében él.